# Pakua Shipu
Bei den Pakua Shipu oder Montagnais de Pakua Shipi handelt es sich um eine der 39 kanadischen First Nations, die in der Provinz Québec, genauer im Osten der Provinz leben. Sie werden von den übrigen, etwa 16.000 Innu, zu deren Stammesgruppe sie gehören, als Pakua-shipiunnuat bezeichnet. Sie gelten als die konservativsten unter den Innu. Nur etwa jeder zwanzigste von ihnen spricht Französisch, der Rest Innu. Gleichzeitig gehören sie dem seit 2000 bestehenden Innu-Stammesrat, dem Mamit Innuat an, dem neben den Pakua Shipu noch die Ekuanitshit, die Nutashkuan und die Unamen Shipu angehören.
Die rund 400 Angehörige zählende ethnische Gruppe lebt am Westufer der Rivière Saint-Augustin 550 km nordöstlich von Sept-Îles. Pakua Shipu ist der Name des Flusses in der Sprache des Stammes; er bedeutet etwa ‚ausgetrockneter Fluss‘. Das Gebiet des Innu-Stammes ist ausschließlich mittels Flugzeug oder per Boot zu erreichen. 

## Geschichte
Im Juli 1949 bot die Provinzregierung dem Stamm ein Reservat (Indian reserve) von 1,3 ha Fläche an, doch die Regierung in Ottawa lehnte dies ab, da sie den Stamm für zu klein hielt. Um eine Grundversorgung zu sichern, wurde die Gruppe Anfang der 1960er Jahre nach La Romaine oder Unamenshipit umgesiedelt und mit den dort ansässigen Indianern vereint. Doch sie kehrte trotz eines schweren Sturms in ihr angestammtes Gebiet zurück. Erst am 4. Juni 1971 veranlasste die Provinzregierung den Bau von Häusern. 
Am 27. Juli 1987 nahm der bisher Saint Augustin Band genannte Stamm den Namen Pakua Shipi Montagnais Band an. 1991 zählte man 211 Stammesangehörige, 1996 242, 2001 waren es 228, 2006 bereits 289, im März 2015 waren es 362.
Die einzige Schule in der Siedlung ist die École Pakuashipish, die 2009 88 Schüler hatte. Sie reicht von der Krippe bis zum Secondary grade 4.
Derzeitiger Häuptling – die letzten Wahlen fanden 2012 und 2017 statt – ist Denis Mestenapéo. Im Dezember 2011 waren 339 Menschen als Angehörige des Stammes registriert, im März 2014 waren es 357, ein Jahr später 362. Davon lebten 25 im eigenen Reservat, 15 in anderen Reservaten, 316 auf eigenem Kronland sowie 6 außerhalb. Im September 2018 waren 383 Menschen als Angehörige des Stammes registriert. Davon lebten nur noch 8 im eigenen Reservat, 16 in anderen der sogenannten Indian reserves, weitere 350 auf Kronland, sowie 9 außerhalb der Reserves.